# 北嶋廣敏
北嶋 廣敏（きたじま ひろとし、1948年（昭和23年）2月20日 -　）は、文学・美術評論家、翻訳家、文筆家。
福岡県三潴郡大木町生まれ。1971年に早稲田大学第一文学部仏文科を卒業。コピーライターをへて、文筆家。はじめ塚本邦雄論やフランス文学の翻訳をしていたが、のち雑学書などを多く執筆するようになる。

## 著書
- 『塚本邦雄論 隠喩のミルワール』六法出版社 1974
- 『憂愁の見者 続塚本邦雄論』渓水社 1976
- 『浜口陽三の世界 愛と円環』湯川書房 1977
- 『塚本邦雄論 短歌行為の彼方へ』アディン書房 1980
- 『林檎学大全』アディン書房 1981-1983
- 『聖アントニウスの誘惑』雪華社 1984
- 『パリの橋』グラフ社 1984
- 『手紙の中の人間模様 秘められたドラマ48人集』グラフ社 1985
- 『探検百首 塚本邦雄の美的宇宙「液化ピアノ」から「追伸の墨」』而立書房 1986
- 『オトコによく効く雑学365 一日一読つい他人に話したくなる話のタネ本』日本文芸社 1987　のち文庫
- 『画家と自画像 もうひとつの絵画の楽しみ』泰流社 1987
- 『日めくりデキゴト史365 一日一読』日本文芸社 1988
- 『知識のスパイス366』グラフ社 1989　『知識の暦 今日の雑学366』2010
- 『365日おもしろ事典 雑学日めくりカレンダー』広済堂ブックス 1990
- 『美術の森の巨人たち 世界の大画家逸話集』グラフ社 1990
- 『猫まるごと雑学事典 つい他人に話したくなる猫の秘密教えます』日本文芸社 1992　のち光文社文庫
- 『365日ものしり事典 知識の玉手箱』広済堂ブックス 1993
- 『散歩礼讃』太陽企画出版 1993
- 『挨拶上手の話のタネ 朝礼・スピーチ・商談…何でも使える「きょうの話題」』日本実業出版社 1994
- 『語源の辞典 日常語の由来がわかる』日本実業出版社 1995
- 『食べる芭蕉 ものひとつ瓢はかろき』太陽企画出版 1996
- 『ことわざの謎と裏 なぜ江戸のかたきを長崎で討つのか』太陽企画出版 1997
- 『万物意外事典』グラフ社 1997
- 『結婚しなかった男たち 世界独身者列伝』太陽企画出版 1998
- 『この独身者はすごい! 結婚しなかった24人の偉人』ジョルダンブックス　2009
- 『話のネタ大事典 思わず人に教えたくなるおもしろ知識』PHP文庫 1999
- 『ちょっと怖くて不思議な猫の話 化けて踊って恩返し』太陽企画出版 2001
- 『江戸川柳で読む忠臣蔵物語』グラフ社 2002
- 『オンナの漢字』太陽企画出版 2002
- 『わが県の実力番付 ベスト10ワースト10』祥伝社黄金文庫 2003
- 『あっと驚く謎解き日本昔ばなし かぐや姫は罪を犯していた』太陽企画出版 2004
- 『イエスとサンタクロースの秘密』太陽企画出版 2005
- 『図説大江戸おもしろ商売』学習研究社 2006
- 『江戸人のしきたり 日本橋、天麩羅、三社札、寺子屋、歌舞伎、吉原…日本人の知恵と元気の源泉』幻冬舎 2007　のち文庫
- 『知って得しない話。面白雑学』グラフ社 2007
- 『使っているけどわからない日本語の雑学』グラフ社 2007
- 『日本人の「縁起」と「ジンクス」 なぜ大晦日に蕎麦を食べるのか』PHP文庫 2007
- 『江戸の敵をなぜ長崎で討つのか 江戸人107の謎』幻冬舎 2008
- 『日本人として知っておきたい地名の話』毎日新聞社 2008　『思わず人に話したくなる日本全国・地名の秘密』宝島SUGOI文庫 2014
- 『「奥の細道」を10倍楽しむ50の謎』明治書院 学びやぶっく 2009
- 『「緑」の雑学事典 野菜・果物・草花・樹木304』グラフ社 2009
- 『不思議猫の日本史』グラフ社 2010
- 『親を切ると書いてなぜ「親切」 二字漢字の謎を解く』リイド文庫 2011
- 『日本の「初!」雑学事典』三笠書房 王様文庫 2012
- 『「右」と「左」の面白ネタ事典 必ず誰かに話したくなる!』PHP文庫 2012
- 『イカはなぜ烏賊と書くのか 当て字の謎を解く』リイド文庫 2013
- 『雑学帝王500』中経の文庫 2013
- 『植物は動けないけど強い したたかに生きる草木の処世術』ソフトバンク新書 2013
- 『雑学皇帝246』中経の文庫 2014

### 編纂・監修
- 『塚本邦雄全集』全15巻 大岡信 岡井隆 佐佐木幸綱 篠弘監修 塚本靑史 島内景二 堀越洋一郎共編 ゆまに書房 1998-2001
- 『知識ゼロからの大江戸入門』監修 幻冬舎 2009

### 翻訳
- クロード・オリエ『治安維持』工作舎 1978
- レオノール・フィニ『夢先案内猫』工作舎 1980

## 注
1. ↑  『現代日本人名録』2002年